# Sölden (Autriche)
Pour les articles homonymes, voir Sölden.
Sölden est une ville autrichienne et une station de ski située dans la vallée de l'Ötztal dans la région du Tyrol comprenant deux glaciers, d'un dénivelé de 1 900 mètres. La Coupe du monde de ski alpin y débute tous les ans depuis 1993, en octobre sur le glacier du Rettenbach.
La station est dotée de plusieurs écoles de ski, d'un snowpark, d'un slalom géant, d'un labyrinthe en glace pour la pratique du freestyle ainsi que de nombreux circuits de vitesse chronométrés.
La station bénéficie généralement d'une image « haut de gamme » tant dans les médias nationaux et internationaux que dans la littérature plus spécialisée, au même titre que d'autres stations de la vallée.

## Localisation

### Géographie
Avec une superficie de 468 km2 et seulement 1 km2 de surface construite, Sölden possède le plus vaste territoire communal d'Autriche, englobant plus de 90 sommets supérieurs à 3 000 mètres.
Le village principal de Sölden est à une altitude de 1 368 mètres et le village de Hochsölden se trouve à une altitude de 2 090 m. Le point culminant est le Wildspitze, à 3 768 m. Il s'agit de la deuxième plus haute montagne d'Autriche après le Grossglockner.
La route du glacier de l'Ötztal est la deuxième plus haute route pavée d'Europe. Il est le chemin d'accès de la ville de Sölden aux glaciers de Rettenbach et de Tiefenbach.

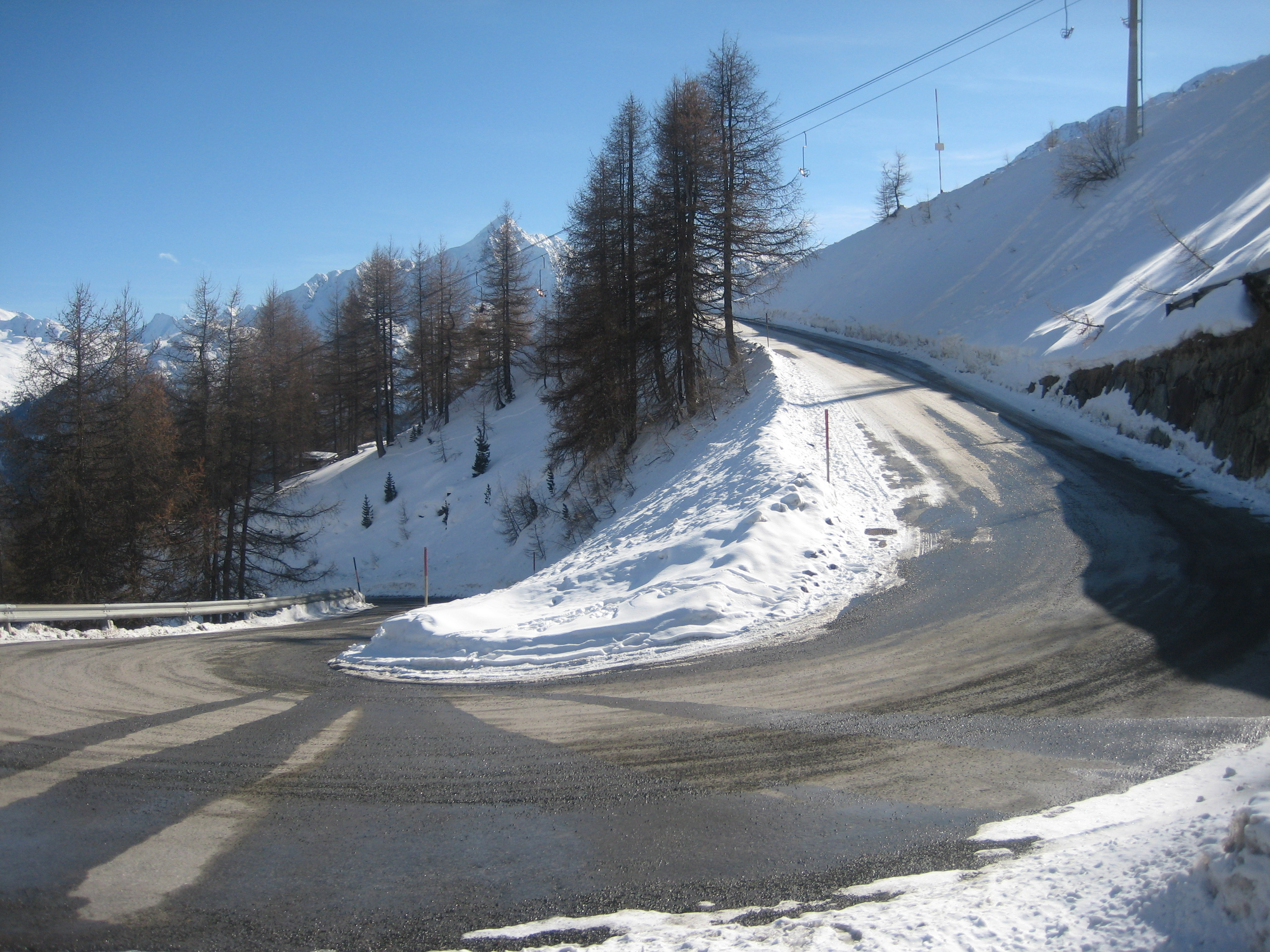
La route du glacier.

### Accès
On accède à la ville par le nord de la vallée de l'Ötztal longue de 67 km.
La station possède son propre héliport (code OACI : LOIO). Il est principalement utilisé par les hélicoptères de secours.

## Tourisme
Sölden est une station de ski fréquenté par la jet-set et la haute société internationale.

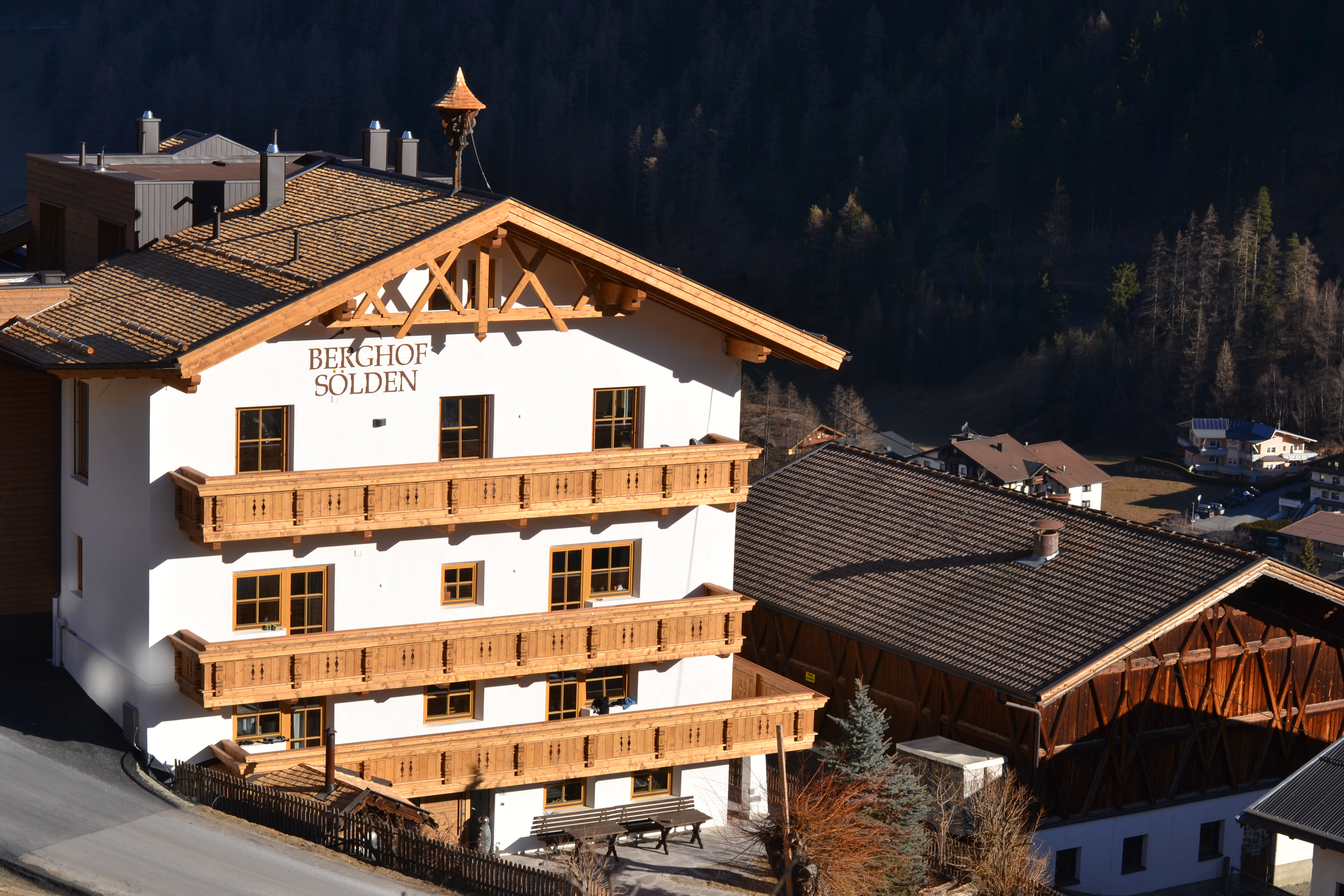
Le Berghof un bâtiment historique de Sölden.

La station est régulièrement citée parmi les stations de ski les plus exclusives du monde,,. En 2024 elle fait partie des stations de ski les plus prestigieuses d'Autriche aux côtés de Lech, Sankt Anton et Kitzbuhel,.
Sölden est désignée comme étant la station de ski la plus high-tech du monde en termes d'infrastructures,.
Les prix de l'immobilier y sont très élevés dépassant souvent les 10 000 €/m2.
La station compte plusieurs hôtels de luxe dont deux hôtels cinq étoiles : le Das Central (classé comme le plus luxueux hôtel du Tyrol en 2024) et le Bergland (classé 2e meilleur hôtel de luxe du Tyrol selon Tripadvisor en 2022).

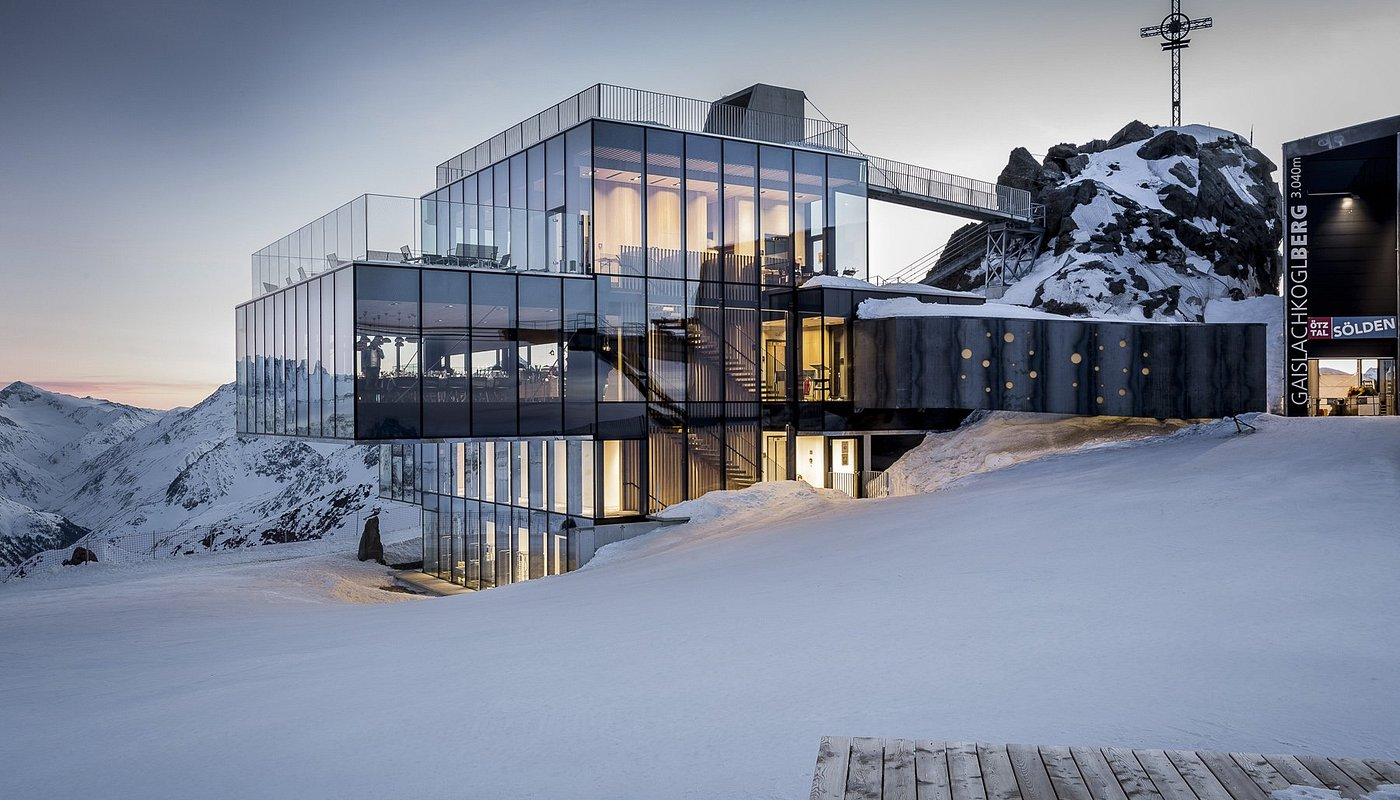
Le restaurant ICE Q sur le glacier du Gaischlachkogl ou se déroule la scène de SPECTRE tournée à Sölden.

Au niveau culinaire, la station possède un restaurant gastronomique : le ICE Q, situé sur le glacier du Gaischlakogl à proximité du musée James Bond et qui est distingué par 2 toques au Gault et Millau. Situé à 3 048 m d'altitude c'est le plus haut restaurant d'Autriche. Une partie du film James Bond SPECTRE a été tourné dans le restaurant.
Le village possède deux églises, une protestante et une catholique.

### Importance touristique
Le tourisme, en particulier, le tourisme d'hiver, est le facteur économique dominant dans la ville de Sölden. Jusque dans les années 1970, le tourisme d'été a joué à côté du tourisme d'hiver un rôle tout aussi important. Cependant avec l'ouverture des deux glaciers et l'expansion de la station de Sölden aux sports d'hiver, le tourisme d'été a perdu de plus en plus d'importance.
Depuis 2000, Sölden et Obergurgl tentent, pour relancer le tourisme d'été en difficulté, de présenter de nouvelles formules pour les touristes notamment de la randonnée dans les montagnes. D'autres facteurs économiques importants sont les entreprises et sociétés de la ville mais qui sont le plus souvent directement dépendantes du tourisme d'hiver (magasins de locations de ski par exemple).
Il y a en moyenne 1,4 million de skieurs annuellement pour 20 000 lits d'hôtels ce qui fait de Sölden la plus grande station de ski de la région et le centre touristique le plus important.
Sölden compte de nombreux bars, clubs et restaurants animés qui offrent une ambiance conviviale et festive, surtout pour les jeunes.
Après 15h00, le village se transforme en un lieu de fête. Les endroits les plus populaires sont Eugen Obstlerhutte, le Cuckoo Bar et Giggi Tenne. Il y a aussi deux boîtes de nuit dans la station : Kuhstall et Fire&Ice.

### Films
Sölden est régulièrement choisi pour être le lieu de tournage et de production de films. En effet la station offre des décors imposants avec ses montagnes et ses glaciers.

#### The Mountain Eagle
The Mountain Eagle est un film d'Alfred Hitchcock dont les extérieurs ont été tournés en 1926 à Obergurgl. Le film est considéré comme le plus populaire au monde lors de son tournage.

#### LeGeierwally
Le thème du film Die Geierwally (La Fille au vautour) est une maison d'hôtes et un refuge. Ce film a été tourné au-dessus de Sölden en 1940 par les nazis comme film de propagande. La maison dite du « Berghof » qui a servi de maison d'hôte pour le film a été conservée dans son état d'origine mais n'est pas visitable.

#### LeJahrhundertlawine
Sorti en 2009, c'est un film basé sur la catastrophe d'avalanche de Galtür et qui a été tourné à Vent près de Gurgl. Le film a été particulièrement critiqué par la population Ventoise car Vent a souvent été frappé dans le passé par des avalanches.

#### James Bond 007: Spectre
Sölden est également le lieu de tournage d'une partie de l'avant-dernier James Bond « SPECTRE », tourné sur le glacier du Gaischlachkogl de décembre 2014 à février 2015. De nombreuses stars de cinéma sont alors présentes dont Daniel Craig,.

### Musique
Sölden est également connue pour être une station où les chanteurs et les danseurs du monde entier viennent se produire. Ainsi, en 2012, le musicien David Guetta donne un concert dans la station.
Le 22 novembre de chaque année, une saison musicale s'ouvre et de nombreux artistes du monde entier (tels que David Guetta, Martin Solveig ou encore Klingande) viennent y faire des représentations.

## La station

### L'infrastructure touristique en hiver

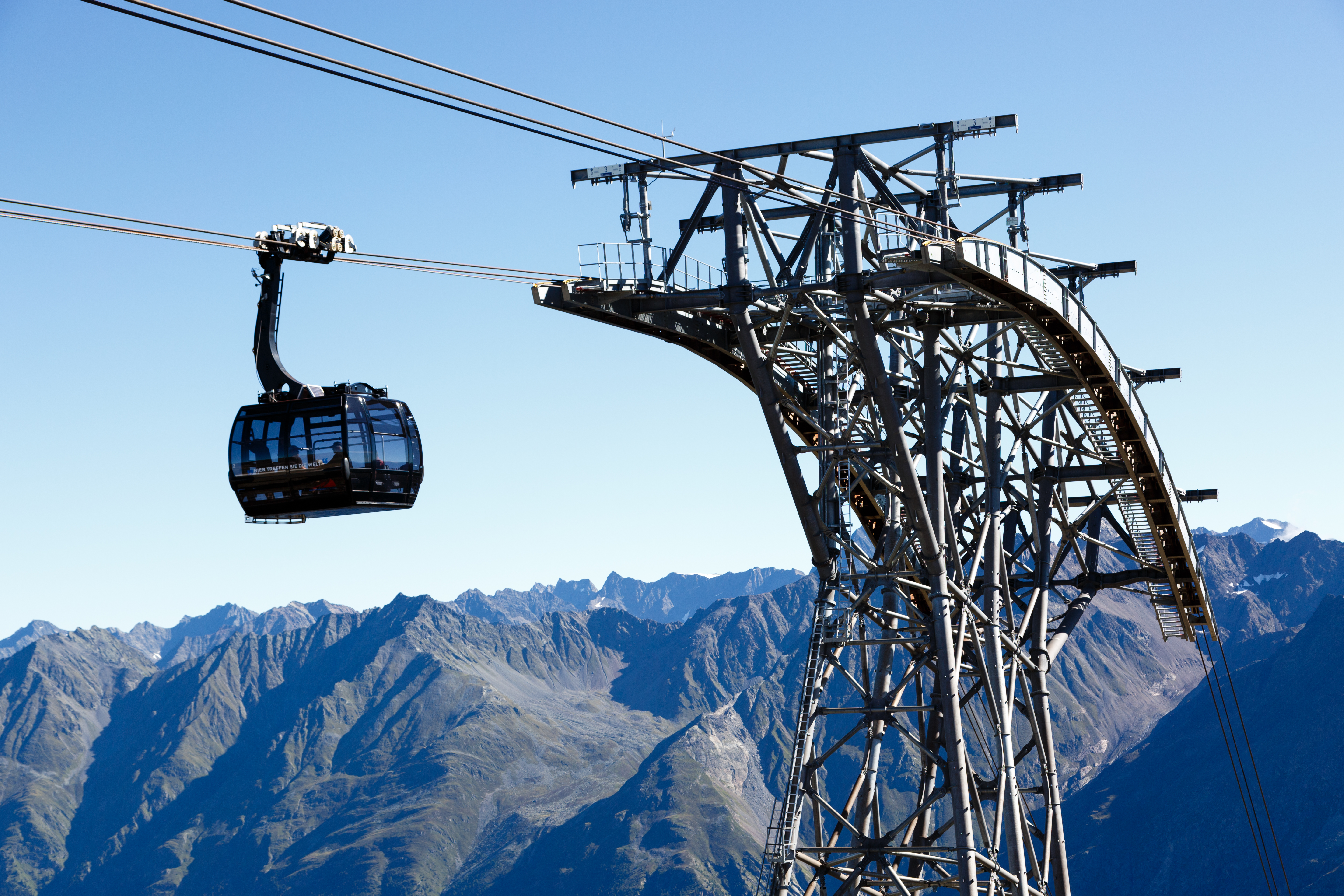
Une remontée mécanique à Sölden

Le domaine skiable ski de Sölden, comprend deux glaciers (Rettenbachferner et Tiefenbachferner), dispose de 40 remontées mécaniques et près de 150 km de pistes.
La plus grande partie du domaine skiable est situé à une altitude moyenne de 2 500 m et atteint en trois endroits une altitude de plus de 3 000 mètres (Big 3). Le point le plus élevé de la station est situé à 3 250 mètres. En outre la station dispose d'un stade sportif : le Rettenbachgletscher utilisé pour la coupe du monde annuelle de ski alpin.
Sölden possède la remontée mécanique la plus rapide du monde avec la télécabine de Giggijoch qui peut emmener jusqu'à 4 500 personnes par heure. La télécabine dispose également du WiFi gratuit.

#### L'infrastructure du domaine skiable
- 40 remontées mécaniques entre 1 377 m et 3 250 m d'altitude
- 150 km de pistes (dont 61,5 km de pistes bleues, 58,3 km de pistes rouges et 31,1 km de pistes noires)
- La possibilité de réaliser les 1 900 m de dénivelé (du sommet jusque dans la vallée) d'une traite sur une piste longue de près de 15 km (skiroute)
- Trois pistes de ski de fond pour une longueur totale de 16 km
- Une piste de luge éclairée
- Une patinoire éclairée
- Deux snowparks (Tiefenbach et Giggijoch).

### L'infrastructure touristique en été
Le tourisme estival à Sölden se caractérise principalement par la randonnée de haute montagne et par l'alpinisme. Outre les nombreux pâturages de montagne il y a 16 refuges alpins, dont la plupart sont membres de l'Association alpine allemande.
L'infrastructure touristique comprend :
- 300 km de chemins pédestres
- Pistes cyclables et routes forestières
- Plusieurs sentiers d'escalade
- Une piscine, un parc aquatique, des courts de tennis couverts et un terrain multisport

### Les villages

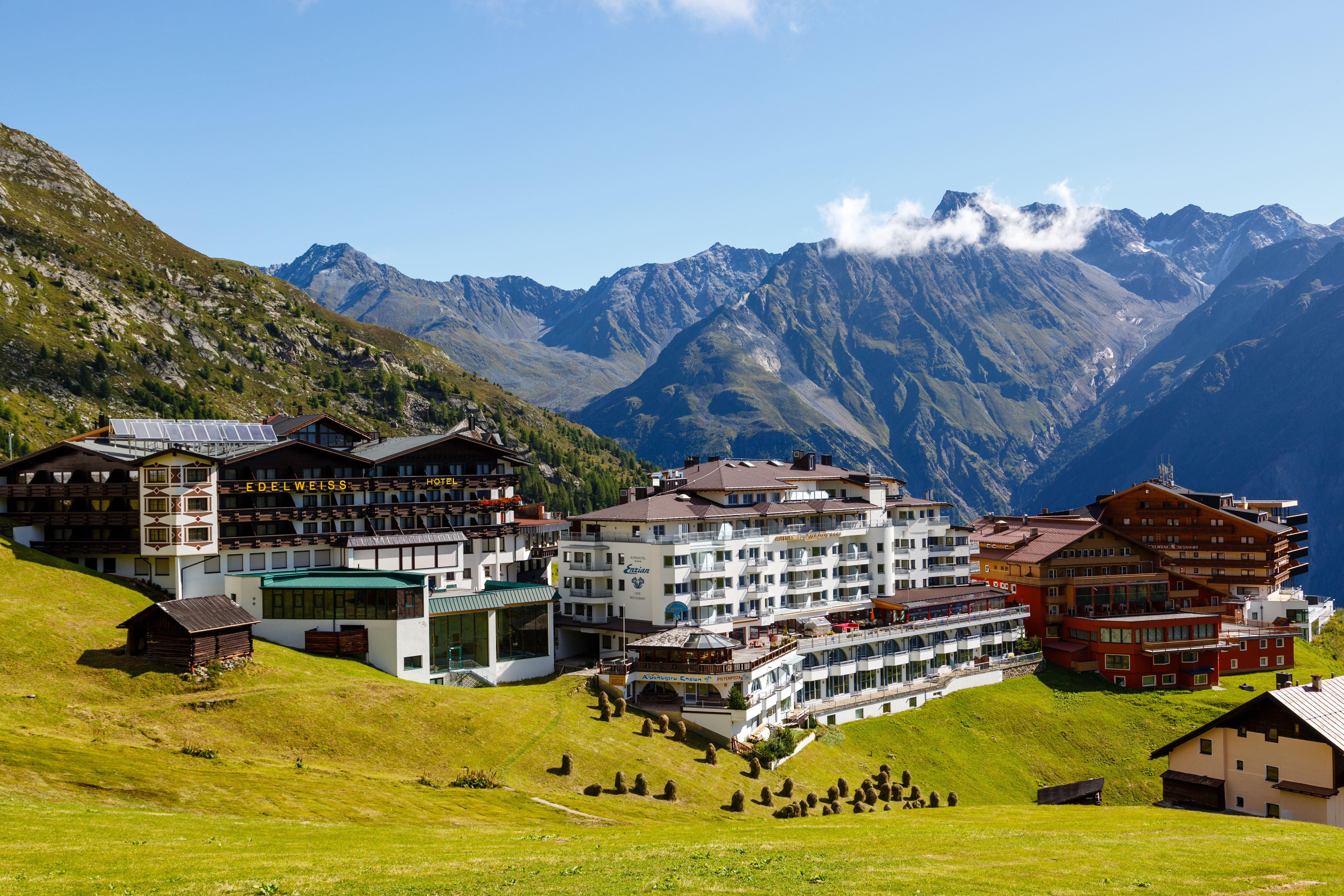
Vue de Hochsölden en été

La station de ski de Sölden est composée aujourd'hui de deux « villages » principaux et de nombreux petits hameaux. À l'origine de la création de la station, le village actuel de Sölden 1370 fut construit dès 1948 à l'emplacement d'un ancien hameau paysan.

#### Sölden 1370
Le village de Sölden 1370 est le chef-lieu de la commune. Il est situé à une altitude de 1 370 m. Il se définit comme étant une station-village dans la mesure où c'est depuis cet endroit qu'on accède aux pistes de ski par deux télécabines (Gaislachkoglbahn et Giggijochbahn).
Sölden 1370 se divise lui-même en deux zones distinctes : le nord du village est majoritairement résidentiel avec des chalets et des appartements alors que le centre et le sud est majoritairement touristique concentrant la plupart des hôtels, des magasins, des bars et restaurants ainsi que des remontées mécaniques.

#### Sölden 2100
Sölden 2100 ou plus fréquemment appelé Hochsölden est la seconde partie de la station. Il est situé à une altitude de 2 100 m. On y trouve des hôtels quatre étoiles ainsi que des résidences de tourismes.

### Autres communes
D'autres communes font partie du domaine communal de Sölden :
- Obergurgl
- Gurgl
- Vent

## Ski alpin
Depuis 1993, la pente du glacier du Rettenbach à plus de 3 000 m d'altitude à Sölden, est devenue le lieu des courses d'ouverture de la Coupe du monde de ski alpin. Tous les ans, durant la dernière semaine du mois d'octobre un slalom géant femmes et un slalom géant hommes y sont organisés. Les plus grands noms y comptent au moins une victoire, notamment Ted Ligety, Bode Miller, Hermann Maier, Lindsey Vonn, Mikaela Shiffrin, Marcel Hirscher, Tessa Worley, Alexis Pinturault, etc..

## Cyclisme
La montée du glacier de Sölden (2 780 m) a servi d'arrivée à la cinquième étape du tour de Suisse 2015. Thibaut Pinot, attaquant à 2 km de l'arrivée, remportait l'étape et endossait le maillot jaune, maillot qu'il perdait lors du contre-la-montre final de ce tour de Suisse. De même, la montée du glacier de Sölden est à l'arrivée de la sixième étape du tour de Suisse 2017, mais cette fois-ci abordée par un autre versant plus long. Simon Špilak remportait la victoire au sommet  dépossédait Domenico Pozzovivo du maillot de leader.

## Lieux et monuments
- Église paroissiale de la Visitation ;
- Église de la Sainte-Croix ;
- Chapelle Sainte-Theresia ;
- Chapelle Saint-Sebastien ;
- Chapelle Sainte-Marie ;
- Monument dédié à Martinus Scheiber (1856-1939), pionnier du tourisme autrichien.

## Administration
L'actuel maire de Sölden est Ernst Schöpf depuis le 25 février 2010. En février 2015 il est réélu pour un deuxième mandat.
| Période      | Période  | Identité     | Étiquette                  | Qualité |
| ------------ | -------- | ------------ | -------------------------- | ------- |
| février 2010 | En cours | Ernst Schöpf | Parti populaire autrichien |         |

### Conseil municipal
Le conseil municipal de Solden est composé de 15 membres dont 5 adjoints au maire.

### Le maire
Le poste de maire de Solden est investi par Ernst Georg Shöpf depuis le 25 février 2010.

## Économie
Avec près de 2 000 000 de nuitées par an et 15 000 lits d'hôtels, Sölden est une zone touristique majeure dans la région, principalement pour les sports d'hiver. L'ancien caractère d'un village agricole de montagne, qui était alors répandu dans l'Ötztal jusque dans la seconde moitié du XXe siècle, a été supplanté par un nouveau style de tourisme alpin, d'hiver notamment.